# 셔먼 파이어플라이
셔먼 파이어플라이는 영국군이 화력 증대용으로 사용하던 M4 셔먼의 개량형이다.

## 역사
1943년 영국은 독일의 티거1 전차에 대항할 전차가 필요했다. 이에 1943년 영국의 조지 위더릿지 장군이 미군의 주력인 75mm포신을 갖춘 M4 셔먼을 보고 포신을 개조해 강력한 17파운드 대전차포를 장착하였다. 그리고 반딧불이 즉 파이어플라이로 명칭이 확정되었다.

## 활약
노르망디 상륙작전에 중대당 1대씩 배치되었는데 당시 타이푼 전투기와 함께 독일군 전차에는 매우 위협적인 존재였다. 이전차는 미군의 M36 잭슨 구축전차과 함께 티거 전차를 정면에서 대항 할 수 있는 전차중 하나였다. 하지만 17파운드 포는 M4 셔먼의 장점인 기동력과 기계성,신뢰성을 떨어뜨렸다. 하지만 17파운드 포의 위력은 무시할 수 없었으며, 독일 최고의 전차 에이스 미하일 비트만도 전차측면에서 셔먼 파이어플라이의 공격을 받아 자신의 티거1전차와 함께 유폭했다고 하는 설과 타이푼 전투기의 공격을 받아 유폭했다는 설이 있다.

## 같이 보기
- M4 셔먼